# Загурув (гміна)
Гміна Загурув (пол. Gmina Zagórów) — місько-сільська гміна у північно-західній Польщі. Належить до Слупецького повіту Великопольського воєводства.
Станом на 31 грудня 2011 у гміні проживало 9144 особи.

## Територія
Згідно з даними за 2007 рік площа гміни становила 159.59 км², у тому числі:
- орні землі: 71.00%
- ліси: 21.00%

Таким чином, площа гміни становить 19.05% площі повіту.

## Населення
Станом на 31 грудня 2011:
| Опис     | Загалом | Загалом | Чоловіки | Чоловіки | Жінки | Жінки |
| -------- | ------- | ------- | -------- | -------- | ----- | ----- |
| одиниця  | осіб    | %       | осіб     | %        | осіб  | %     |
| все      | 9144    | 100     | 4581     | 50.10    | 4563  | 49.90 |
| міське   | 3032    | 100     | 1497     | 49.37    | 1535  | 50.63 |
| сільське | 6112    | 100     | 3084     | 50.46    | 3028  | 49.54 |

## Сусідні гміни
Гміна Загурув межує з такими гмінами: Гізалкі, Гродзець, Жгув, Льондек, Пиздри.